# 嘉多山信
嘉多山 信（かたやま まこと、1963年10月1日 - ）は北海道広尾町生まれのギタリスト。

## 来歴・人物
1983年、喝!タルイバンドにギタリスト兼キーボディストとして加入。翌年専任ギタリスト。
渋谷屋根裏、新宿ルイード、四谷フォーバレー、原宿クロコダイルなど主に都内のライブハウスで活動するとともに、NHK YMF、EastWestなどいくつものアマチュアバンド・コンテストに出場し入賞する。
1988年、「the reds」のギタリストとしてキティレコードよりメジャーデビュー。
当時バンドブームの中にあってアコースティック・ギターを効果的に使用したサウンドで独自のバンドスタイルを確立。
2ndアルバム「レジスタンス」発表。
1990年、バンド名を「マーキームーン」に改名、アルバム「もっと強くなれるよ」を発表。
1991年、「マーキームーン」解散後はレコーディングおよびライブサポートを中心に活躍。
1993年、来生たかお「アコースティックトラックス」コンサートに参加。
片桐麻美のレコーディングで渡米、NYのHit Factryにてアルクーパー、リヴォンヘルム、リックダンコとLike A Rolling Stoneをレコーディング。
1995年、「G-strings」のギタリストとして2度目のメジャーデビュー。
ロンドンのエア・スタジオでミックス、メトロポリスでマスタリングのアルバム「OMNICHRONISM」発表。
デビュー・シングル「ROSEMARY c/w 夢の中で」を発売。
1997年、河村隆一全国ツアー「鼓動」に参加。
「G-strings」ビクター・ザバよりシングル「君にたどり着いた」（c/w FEEL ME～風の中に）発売
1998年、「G-strings」を脱退。
1999年、SIONのツアーに参加。
松田聖子「Seiko Matsuda Zepp Tour1999」に参加。
ミュージカル「エルダフェアリーパフォーマンス MELODY」池袋サンシャイン劇場　に参加。
2007年、バイオリニストの阿部美緒とチェリストの橋本歩と共に、インストユニット「air plants」でナゴミックスレコードよりCDを発表。
松山千春コンサートツアー 2007 "自壊"に参加。
2008年、坂本真綾ファンクラブアコースティックライブに参加、以後2015年までバンドマスターを務める。
2013年、クリスハート全国ツアーにバンドマスター及びギタリストとして参加。
2016年、自主制作にてソロミニアルバム「ぼくのうた１」を発表。
2020年、足立祐二ソロアルバム「YOUCOUSTIC」において全曲のバッキングトラックを担当。
共演アーティストは、普天間かおり、tohko、坂本真綾、クリス・ハート、河村隆一、元ちとせ、小柳ゆき、姜小青、宗次郎、杏子、松山千春、CooRie、ジャーパンファン、松田聖子、安部恭弘、島谷ひとみ、その他多数。
「ドレミ音楽出版」より『アコースティックギター超入門』発売。
その他、アコースティック編成にてハードロックを 演奏する「ベミーズ」、ロックバンド「喝!タルイバンド」などのユニットでも活躍中

## DISCOGRAPHY
the REDS  2ndミニアルバム 「RESISTANCE」キティレコード 
the REDS　シングル「ジュリエット・ゲーム」キティレコード  
マーキームーン アルバム「もっと強くなれるよ」キティレコード 
G-strings　アルバム「OMNICHRONISM」ダブル・オーレコード
G-strings シングル「君にたどり着いた」（c/w FEEL ME～風の中に）ビクター・ザバ
air plants 　アルバム「air plants」
ソロミニアルバム「ぼくのうた１」

## 楽曲提供
織田裕二　アルバム「KODO-鼓動-」収録「乾いた空」作詞作曲
椎名へきる　アルバム「RIGHT BESIDE YOU」収録「Thousands of stars」作曲
route0　「START」作曲「オレンジ」作曲　シングル盤
普天間かおり　アルバム「名前のない季節」収録「のすたるじあ」作曲